# ناحیه هوم، شهرستان مونتکلم، میشیگان
ناحیه هوم (به انگلیسی: Home Township) یک منطقهٔ مسکونی در ایالات متحده آمریکا است که در شهرستان مونتکالم، میشیگان واقع شده‌است.
 ناحیه هوم ۹۳٫۵ کیلومتر مربع مساحت و ۲٬۷۰۸ نفر جمعیت دارد و ۲۸۹ متر بالاتر از سطح دریا واقع شده‌است.